# Saint-Nicolas-de-la-Balerme
Pour les articles homonymes, voir Saint-Nicolas.
Saint-Nicolas-de-la-Balerme est une commune du Sud-Ouest de la France, située dans le département de Lot-et-Garonne (région Nouvelle-Aquitaine).

## Géographie

### Localisation
Commune de l'aire d'attraction d'Agen, située dans son agglomération, en Brulhois, au confluent de l'Auroue et de la Garonne.

### Communes limitrophes
Les communes limitrophes sont Saint-Romain-le-Noble, Caudecoste, Saint-Jean-de-Thurac et Saint-Sixte.
| Saint-Jean-de-Thurac | Saint-Romain-le-Noble       |             |
|                      | Saint-Nicolas-de-la-Balerme | Saint-Sixte |
| Caudecoste           |                             |             |

### Climat
Pour des articles plus généraux, voir Climat de la Nouvelle-Aquitaine et Climat de Lot-et-Garonne.
Historiquement, la commune est exposée à un climat océanique aquitain.  En 2020, Météo-France publie une typologie des climats de la France métropolitaine dans laquelle la commune est exposée à un climat océanique altéré et est dans la région climatique Aquitaine, Gascogne, caractérisée par une pluviométrie abondante au printemps, modérée en automne, un faible ensoleillement au printemps, un été chaud (19,5 °C), des vents faibles, des brouillards fréquents en automne et en hiver et des orages fréquents en été (15 à 20 jours).
Pour la période 1971-2000, la température annuelle moyenne est de 13,8 °C, avec une amplitude thermique annuelle de 15,5 °C. Le cumul annuel moyen de précipitations est de 758 mm, avec 10,5 jours de précipitations en janvier et 6,4 jours en juillet. Pour la période 1991-2020, la température moyenne annuelle observée sur la station météorologique la plus proche, située sur la commune de Valence à 10 km à vol d'oiseau, est de 14,3 °C et le cumul annuel moyen de précipitations est de 747,3 mm,. Pour l'avenir, les paramètres climatiques de la commune estimés pour 2050 selon différents scénarios d’émission de gaz à effet de serre sont consultables sur un site dédié publié par Météo-France en novembre 2022.

## Urbanisme

### Typologie
Au 1er janvier 2024, Saint-Nicolas-de-la-Balerme est catégorisée commune rurale à habitat dispersé, selon la nouvelle grille communale de densité à sept niveaux définie par l'Insee en 2022. Elle est située hors unité urbaine. Par ailleurs, la commune fait partie de l'aire d'attraction d'Agen, dont elle est une commune de la couronne,. Cette aire, qui regroupe 81 communes, est catégorisée dans les aires de 50 000 à moins de 200 000 habitants,.

### Occupation des sols

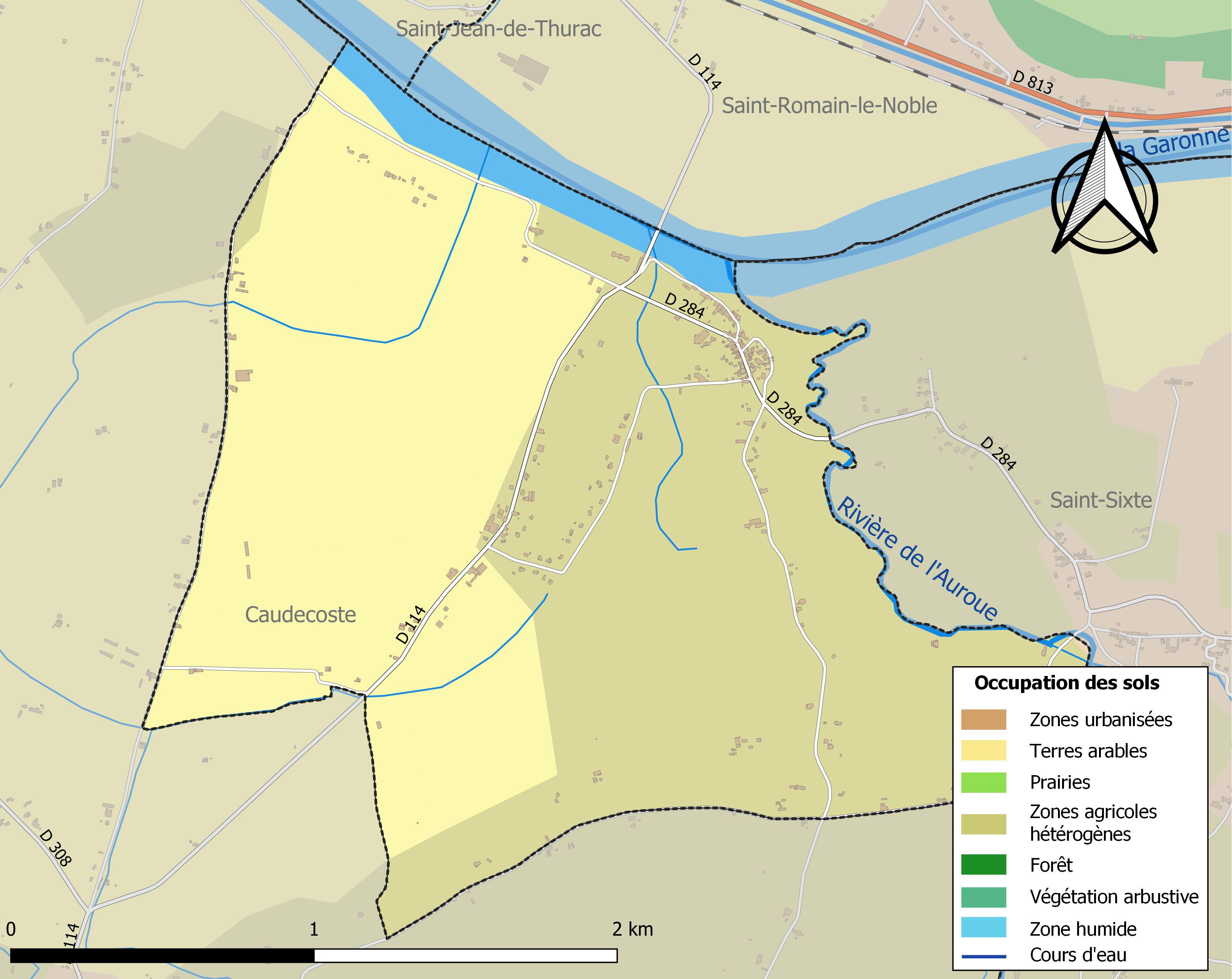
Carte des infrastructures et de l'occupation des sols de la commune en 2018 (CLC).

L'occupation des sols de la commune, telle qu'elle ressort de la base de données européenne d’occupation biophysique des sols Corine Land Cover (CLC), est marquée par l'importance des territoires agricoles (96,4 % en 2018), une proportion identique à celle de 1990 (96,4 %). La répartition détaillée en 2018 est la suivante : zones agricoles hétérogènes (50,8 %), cultures permanentes (25,8 %), terres arables (19,8 %), eaux continentales (3,6 %), zones urbanisées (0,1 %). L'évolution de l’occupation des sols de la commune et de ses infrastructures peut être observée sur les différentes représentations cartographiques du territoire : la carte de Cassini (XVIIIe siècle), la carte d'état-major (1820-1866) et les cartes ou photos aériennes de l'IGN pour la période actuelle (1950 à aujourd'hui).

### Voies de communication et transports
- Par la route : RN 113, autoroute A62.
- Par le train : en gare d'Agen par TER Nouvelle-Aquitaine et TER Occitanie sur la ligne Bordeaux - Sète entre Agen et Castelsarrasin, gare de Saint-Nicolas - Saint-Romain (Halte SNCF fermée).
- Par l'avion : aéroport Agen-La Garenne.

#### Transports urbains
Le réseau Tempo, exploité par la société Keolis Agen, dessert les 29 communes de l'agglomération d'Agen, soit un total de 92 042 habitants depuis le 30 mars 2012. Il remplace l'ancien réseau Transbus.

### Risques majeurs
Le territoire de la commune de Saint-Nicolas-de-la-Balerme est vulnérable à différents aléas naturels : météorologiques (tempête, orage, neige, grand froid, canicule ou sécheresse), inondations, mouvements de terrains et séisme (sismicité très faible). Il est également exposé à deux risques technologiques : le transport de matières dangereuses et le risque nucléaire. Un site publié par le BRGM permet d'évaluer simplement et rapidement les risques d'un bien localisé : soit par son adresse, soit par le numéro de sa parcelle.

#### Risques naturels
La commune fait partie du territoire à risques importants d'inondation (TRI) d’Agen, regroupant 20 communes concernées par un risque de débordement de la Garonne, un des 18 TRI qui ont été arrêtés fin 2012 sur le bassin Adour-Garonne. Les événements antérieurs à 2014 les plus significatifs sont les crues de 1435, 1875, 1930, 1712, 1770 et 1952. Des cartes des surfaces inondables ont été établies pour trois scénarios : fréquent (crue de temps de retour de 10 ans à 30 ans), moyen (temps de retour de 100 ans à 300 ans) et extrême (temps de retour de l'ordre de 1 000 ans, qui met en défaut tout système de protection). La commune a été reconnue en état de catastrophe naturelle, au titre des dommages causés par les inondations et coulées de boue survenues en 1982, 1993, 1999 et 2009,.
Les mouvements de terrains susceptibles de se produire sur la commune sont des tassements différentiels.

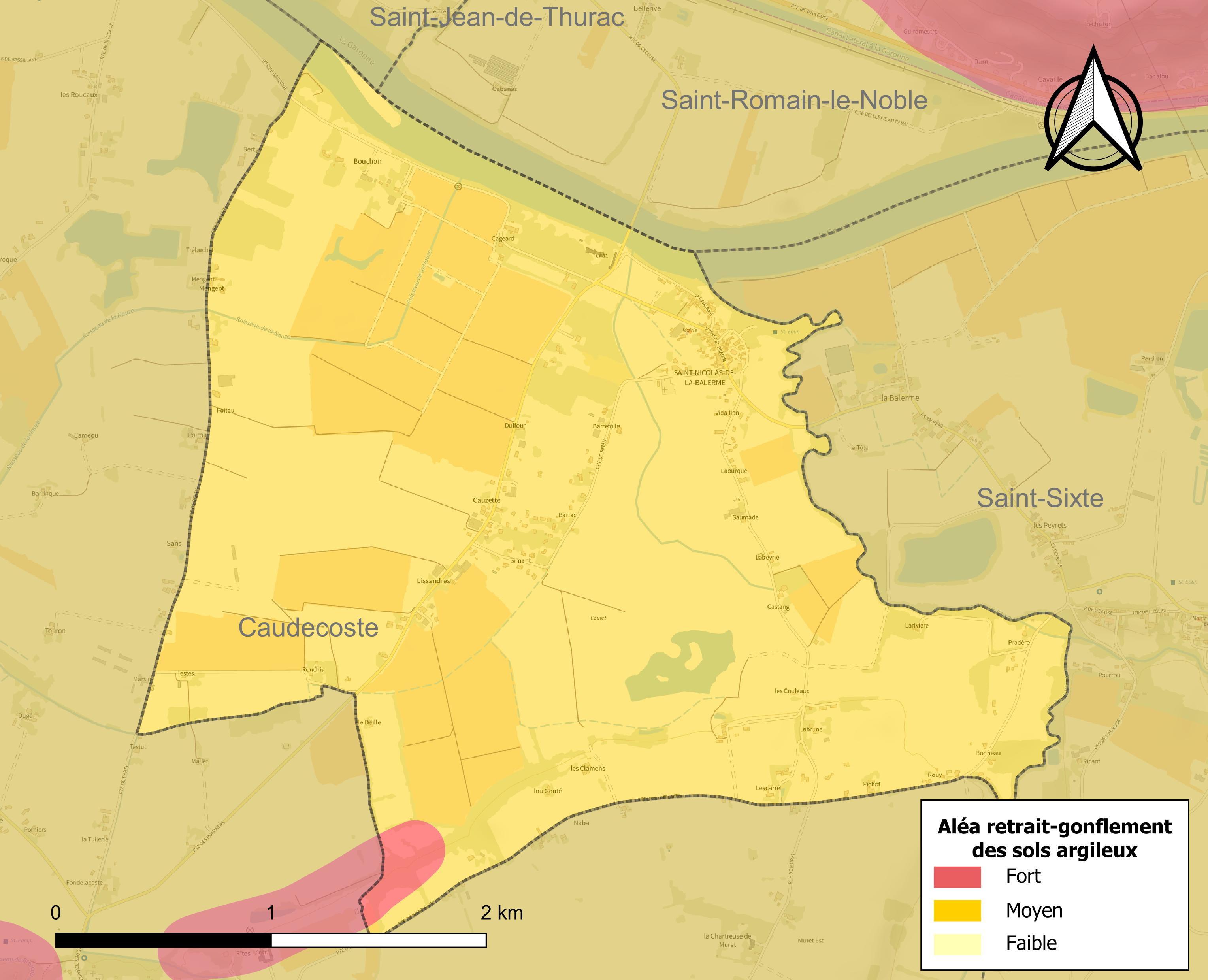
Carte des zones d'aléa retrait-gonflement des sols argileux de Saint-Nicolas-de-la-Balerme.

Le retrait-gonflement des sols argileux est susceptible d'engendrer des dommages importants aux bâtiments en cas d’alternance de périodes de sécheresse et de pluie. La totalité de la commune est en aléa moyen ou fort (91,8 % au niveau départemental et 48,5 % au niveau national). Depuis le 1er octobre 2020, en application de la loi ELAN, différentes contraintes s'imposent aux vendeurs, maîtres d'ouvrages ou constructeurs de biens situés dans une zone classée en aléa moyen ou fort,.
Concernant les mouvements de terrains, la commune a été reconnue en état de catastrophe naturelle au titre des dommages causés par la sécheresse en 2011 et par des mouvements de terrain en 1999.

#### Risque technologique
La commune étant située dans le périmètre du plan particulier d'intervention (PPI) de 20 km autour de la centrale nucléaire de Golfech, elle est exposée au risque nucléaire. En cas d'accident nucléaire, une alerte est donnée par différents médias (sirène, SMS, radio, véhicules). Dès l'alerte, les personnes habitant dans le périmètre de 2 km se mettent à l'abri. Les personnes habitant dans le périmètre de 20 km peuvent être amenées, sur ordre du préfet, à évacuer et ingérer des comprimés d’iode stable,,.

## Toponymie
Plusieurs hypothèses, d'origine historique ou légendaire, sont avancées pour expliquer l'étymologie de la commune de Saint-Nicolas-de-la-Balerme.
Selon une tradition locale, l’empereur Constantin aurait converti des peuples celtes, qui abandonnèrent le paganisme au profit du christianisme. Ces derniers vénéraient notamment la déesse Belisma, souvent comparée à Minerve, dont le culte fut introduit à Rome par les Étrusques. Ce culte aurait été particulièrement pratiqué dans la région de l’actuelle commune, notamment à proximité de Saint-Nicolas.
Pour faciliter l’évangélisation, l’Église aurait choisi d’intégrer les croyances existantes plutôt que de les supprimer brutalement, en superposant le culte chrétien à celui de Belisma. Le nom de la commune aurait ainsi progressivement évolué, fusionnant la figure de Belisma avec celle d’un saint chrétien localement vénéré, identifié dans certaines sources sous le nom de « saint Niedas ». Ce dernier aurait été ensuite assimilé à saint Nicolas. Le toponyme « Saint-Nicolas-de-Belisma » aurait alors dérivé au fil du temps pour devenir « Saint-Nicolas-de-la-Balerme ».
Une autre hypothèse est rapportée par l’abbé Dubourg, auteur de plusieurs ouvrages consacrés à l’histoire du département. Selon lui, la commune tirerait son nom d’un ermitage situé autrefois sur les rives de la rivière l’Auroue, peu avant sa confluence avec la Garonne. Dédié à saint Niedas, ce lieu aurait été fréquenté par les bateliers, qui en firent leur saint patron. L’ermitage, probablement détruit par une crue de la Garonne, aurait donné son nom à la vallée environnante, appelée « Val des Ermites ». Par altérations successives, ce nom serait devenu « Valerme », puis « Balerme », la prononciation du « V » en occitan se rapprochant du « B ».
Le toponyme « Balerme » se retrouve également dans d’autres localités du nord du département, comme à Monpezat-d’Agenais, où se trouve l’église Saint-Jean de Balerme, ce qui renforce la plausibilité d'une origine liée à « Belisma ».
Enfin, le nom de la commune a connu plusieurs variations dans les sources anciennes : en 1621, elle est mentionnée sous le nom de La Balerme-sur-Garonne ; en 1689, elle apparaît sous celui de Saint-Nicolas-de-Lamothe-Mongascon, avant de prendre définitivement, en 1725, le nom actuel de Saint-Nicolas-de-la-Balerme.

## Histoire

### XXesiècle
Inondations de 1977 en Gascogne.

## Politique et administration
| Période   | Période  | Identité          | Étiquette | Qualité              |
| --------- | -------- | ----------------- | --------- | -------------------- |
| juin 1995 | 2018     | Espérance Julien  |           | Secrétaire comptable |
| 2018      | En cours | Jean-Marie Robert |           |                      |

## Démographie
L'évolution du nombre d'habitants est connue à travers les recensements de la population effectués dans la commune depuis 1800. Pour les communes de moins de 10 000 habitants, une enquête de recensement portant sur toute la population est réalisée tous les cinq ans, les populations de référence des années intermédiaires étant quant à elles estimées par interpolation ou extrapolation. Pour la commune, le premier recensement exhaustif entrant dans le cadre du nouveau dispositif a été réalisé en 2006.

En 2022, la commune comptait 425 habitants, en évolution de +4,68 % par rapport à 2016 (Lot-et-Garonne : −0,18 %, France hors Mayotte : +2,11 %).
| 1800 | 1806 | 1821 | 1831 | 1836 | 1841 | 1846 | 1851 | 1856 |
| ---- | ---- | ---- | ---- | ---- | ---- | ---- | ---- | ---- |
| 551  | 566  | 616  | 651  | 657  | 605  | 603  | 594  | 511  |

| 1861 | 1866 | 1872 | 1876 | 1881 | 1886 | 1891 | 1896 | 1901 |
| ---- | ---- | ---- | ---- | ---- | ---- | ---- | ---- | ---- |
| 454  | 435  | 417  | 416  | 448  | 431  | 416  | 360  | 312  |

| 1906 | 1911 | 1921 | 1926 | 1931 | 1936 | 1946 | 1954 | 1962 |
| ---- | ---- | ---- | ---- | ---- | ---- | ---- | ---- | ---- |
| 321  | 307  | 299  | 302  | 286  | 294  | 298  | 323  | 333  |

| 1968 | 1975 | 1982 | 1990 | 1999 | 2006 | 2011 | 2016 | 2021 |
| ---- | ---- | ---- | ---- | ---- | ---- | ---- | ---- | ---- |
| 333  | 325  | 324  | 365  | 354  | 401  | 391  | 406  | 424  |

| 2022 | - | - | - | - | - | - | - | - |
| ---- | - | - | - | - | - | - | - | - |
| 425  | - | - | - | - | - | - | - | - |

## Lieux et monuments

### L'églisede Saint-Nicolas-de-la-Balerme
Reconstruite vers la fin du XVIe siècle (car détruite par les guerres de religion), elle est un mélange d’art roman et gothique, sans grand caractère. Elle abrite une statue en bois de saint Roch, devenu entre-temps le saint patron de la paroisse et réalisée par un artisan local dans le courant du XVe (statue classée). L’église, qui possédait une cloche datée de 1763, est enrichie d’une seconde cloche en 1861 (dite « grosse cloche »).

### Le château Saint-Philip
Datant du XVe siècle, construit sur le modèle des castels gascons, avec corps de logis et pavillon coiffé d’un toit pointu, il a été modernisé et agrandi avant la Première Guerre mondiale. Le toit du pavillon remplacé par une terrasse et un second pavillon, également avec terrasse, a été ajouté pour donner plus de symétrie. Cet ensemble de fort belle allure occupe une situation privilégiée et non inondable sur la rive gauche de la Garonne.
Il appartenait à la famille de Dampierre. On en trouve une trace dans les archives nationales en ces termes : "Aymar de Dampierre fut mêlé à l'expédition de Marie-Caroline, duchesse de Berry (1798-1870), en 1832-1833. Débarquée en Provence en avril 1832 et déçue par l'échec de sa tentative de soulèvement des villes du Midi de la France, la duchesse voulut, en dépit de tous les avis contraires, gagner la Vendée. Les Dampierre se partageant entre leurs châteaux de Plassac (Charente-Maritime), du Vignau-en-Marsan (Landes) et du Saumon-en-Gascogne (Lot-et-Garonne), Marie-Caroline de Berry se rendit d'abord au Saumon, mais constatant l'absence des Dampierre, elle se rendit au château de Saint-Philip, à Saint-Nicolas de La Balerme (Lot-et-Garonne), chez Guy de Dampierre (1773-1862), cousin du marquis Aymar, afin de savoir où joindre ce dernier".
Acheté à la famille de Dampierre dans les années 1960 par Rose et Pierre Gardeil après leur succès à L'Auberge des Bouviers à Lectoure, il devient alors un château-hôtel-restaurant réputé, célèbre notamment pour son canard à l'orange et son canard aux pêches. Fermé durant quelques années, il a été racheté en 2006 et rouvert en mars 2008 par Nadine Laroque.